# Cirkuskarusellen
Cirkuskarusellen är en åkattraktion på Gröna Lund i Stockholm. Attraktionen består av en klassisk karusell med cirkustema. Djuren i karusellen är handsnickrade och handmålade. Cirkuskarusellen öppnade 1892 och renoverades 1991.
Den som åker karusellen måste kunna sitta upprätt, eftersom det inte är tillåtet att sitta i någons knä.